# Archibald Query
Archibald Query (1873–1964) foi um confeiteiro canadense naturalizado americano, conhecido por criar o Marshmallow Fluff, uma fórmula especial de creme de marshmallow, em 1917.

## Biografia
Nascido em 16 de dezembro de 1873, em Montreal, Quebec, Canadá, Archibald Query desenvolveu a receita do Marshmallow Fluff em sua própria cozinha. Inicialmente, ele vendia o creme de marshmallow de porta em porta. Com o início da Primeira Guerra Mundial, a escassez de açúcar, um ingrediente essencial da receita, comprometeu seu negócio. Diante das dificuldades, Query vendeu a fórmula para dois confeiteiros parceiros, H. Allen Durkee e Fred Mower. Quando combinado com manteiga de amendoim, o Marshmallow Fluff é o principal ingrediente do sanduíche conhecido como Fluffernutter.
Query residiu em Somerville, Massachusetts, na rua Bromfield, número 106. Ele faleceu em Boston, em março de 1964, aos 90 anos.